# Walid Soliman (écrivain)
Pour les articles homonymes, voir Walid Soliman et Soliman.
Walid Soliman (arabe : وليد سليمان), né le 11 avril 1975 à Tunis, est un essayiste, traducteur et écrivain tunisien.
Il a une activité importante dans le domaine de la traduction grâce à ses travaux sur des auteurs tels que Jorge Luis Borges, Charles Baudelaire, Gabriel García Márquez, André Breton, Mario Vargas Llosa, etc. Outre ses traductions vers l'arabe, Soliman a traduit plusieurs poètes tunisiens et arabes vers le français et l'anglais.
Son œuvre est traduite en plusieurs langues, notamment le français, l'anglais, l'italien, l'espagnol, le russe, l'ukrainien, le turc, etc.
Il a par ailleurs été président de l'Association tunisienne pour la promotion de la critique cinématographique et a contribué à plusieurs reprises au sein de titres de la presse culturelle en Tunisie et sur le plan international : Al-Quds al-Arabi, Akhbar Al-Adab, Jeune Afrique, etc. Il a été rédacteur en chef du magazine culturel en ligne Dedalus Magazine dont il est le fondateur.

## Biographie

### Jeunesse et formation
Élevé dans une famille de la classe moyenne, c'est de son père, qui possède une bibliothèque riche et variée, que Walid Soliman hérite sa passion pour les livres ; cette passion d'enfance est d'ailleurs un thème récurrent dans son œuvre. Dans une nouvelle intitulée « L'adolescent » paru dans le recueil La Dernière heure d'Einstein (ar), le petit Ahmed passe son temps à lire et se passionne pour les œuvres du grand écrivain russe Fiodor Dostoïevski.
Très tôt, Soliman se passionne pour les mots, ce qui le pousse à apprendre plusieurs langues pour assouvir sa curiosité littéraire. Effectuant ses études secondaires au Collège Sadiki, il a l'habitude de se rendre dans une bibliothèque publique toute proche où il commence à lire les grands classiques de la littérature mondiale en arabe et en français, comme souligné dans un texte autobiographique intitulé Parmi les livres et publié dans le livre Enfances tunisiennes : « Je fréquentais alors le Collège Sadiki dont était proche la bibliothèque Le Diwan, située dans la médina de Tunis. C'est ainsi que je découvris les grands écrivains arabes contemporains : Gibran Khalil Gibran, Mikhail Naimy, Taha Hussein, Mahmoud Taymour (en), Naguib Mahfouz, etc. De même, je lus en traduction arabe les grands classiques du monde à l'instar de Victor Hugo, William Shakespeare, Jean-Jacques Rousseau et Voltaire ».
Ce n'est que vers la fin de son enfance qu'il commence à écrire des poèmes et des nouvelles. À la suite d'études universitaires en langue et lettres anglaises, il obtient une maîtrise en traduction de l'Institut supérieur de langues de Tunis rattaché à l'université de Tunis I.

### Débuts littéraires
Grâce à la lecture, un monde littéraire s'ouvre devant lui. « Aujourd'hui, avec le recul, je suis convaincu que la lecture assidue pendant l'enfance est à l'origine de mon choix des lettres » écrit-il dans Parmi les livres avant d'ajouter : « J'ai écrit ma première nouvelle à cette époque dont l'idée est née de mon observation d'un homme excentrique que je voyais en allant au lycée [...] C'est ainsi qu'a commencé ma vocation littéraire à la sortie de l'enfance qui était une période marquée par les découvertes et les trouvailles ».
Walid Soliman attire l'attention des critiques et lecteurs dès son premier recueil de nouvelles, La Dernière heure d'Einstein, publié en arabe aux éditions Walidoff.

## Originalité de son œuvre et influences littéraires
Plusieurs critiques ont souligné l'originalité de l'œuvre narrative de Walid Soliman. Le Tunisien Mustapha Kilani écrit dans un essai qui lui est consacré et publié dans la revue littéraire égyptienne Akhbar Al-Adab : 
« Ses nouvelles varient selon le moment et le style, toutefois leur dénominateur commun est un esprit créatif audacieux dans lequel la narration prend le dessus en se servant d'une alchimie fictive et d'un foisonnement poétique dans une structure textuelle cohérente et unique. »
 Dans un entretien accordé au journal La Presse de Tunisie, Walid Soliman dit à ce propos : « Un écrivain cherche toujours sa voie, car toute écriture sérieuse ne peut être qu'une quête perpétuelle. Ainsi, dans chaque nouveau texte, j'essaye d'explorer une nouvelle région de la création littéraire ». Quant aux influences littéraires, il précise : « Je ne cache pas l'influence de la littérature latino-américaine dans mon écriture et surtout ce qu'on appelle le réalisme magique tel que représenté par l'œuvre de J.-L. Borges, G. G. Marquez, M. V. Llosa et Julio Cortázar ». Toutefois, il souligne l'importance d'assimiler ces influences et de chercher sa propre « voix/voie ».

## Traduction et écriture
Depuis ses débuts littéraires, la traduction n'a cessé d'être pour Walid Soliman une source d'inspiration et un exercice de style : 
« Je crois que la traduction est une activité très enrichissante pour un écrivain. Quand on traduit, on apprend à soigner son style et son langage. »
 Ainsi, la traduction et l'écriture s'inscrivent dans un projet global et personnel car « le dénominateur commun entre la traduction et l'écriture est l'amour des mots. En outre, il existe une dimension ludique dans l'écriture et la traduction qui fait que la pratique simultanée de ces deux activités ressemble à un jeu de miroirs. J'écris pour découvrir en moi des voix insoupçonnées. Et je traduis pour établir un dialogue avec les voix d'autres écrivains. Donc, on est dans une logique de dialogue ».

C'est donc une sorte de complémentarité que la traduction et l'écriture constituent pour lui : 
« Il y a une complémentarité intéressante entre ces deux activités. Dans mon cas, je ne peux traduire un texte littéraire que par amour. Il faut aussi que chaque traduction soit justifiée, c'est-à-dire que chaque nouvelle traduction s'inscrit pour moi dans un projet global. »

## Œuvres

### Nouvelles et récits
- (ar) ساعة اينشتاين الأخيرة [« La Dernière heure d'Einstein (ar) »], Tunis, Walidoff, coll. « Dedalus »,‎ 2008, 78 p. (ISBN 978-9973999603).
- Sophie Bessis et Leïla Sebbar (dir.), Enfances tunisiennes, Tunis, Elyzad, 2010, 240 p. (ISBN 978-9973580320).
- (ar) كوابيس مرحة [« Joyeux cauchemars (ar) »], Tunis, Walidoff,‎ 2016, 96 p. (ISBN 978-9938811155).

### Traductions
- (ar) Mario Vargas Llosa (trad. de l'espagnol, préf. Walid Soliman), إيروس في الرواية [« Eros dans le roman »], Tunis, Walidoff, coll. « Dedalus »,‎ 2009, 135 p. (ISBN 978-9973999658) (essais).
- (en) Mohamed Ksibet (trad. de l'arabe), The Journey of the Blind, Tunis, Walidoff, 2009, 79 p. (ISBN 978-9973999672) (poésie traduite en collaboration avec Jayson Casper).
- (ar) Luis de Miranda (trad. du français), ذاكرة روبن [« La Mémoire de Ruben »], Tunis, Walidoff,‎ 2010, 103 p. (ISBN 978-9938811018) (roman).
- (ar) Andreï Kourkov (trad. du russe), عزيزي صديق المرحوم [« L'Ami du défunt »], Tunis, Walidoff,‎ 2012, 143 p. (ISBN 978-9938811117) (roman).

### Théâtre
- Paroles de fous, pièce courte jouée pour la première fois le 29 avril 2013 lors du Festival Colibris dans le cadre de Marseille-Provence 2013.
- Mi-Rath, texte collectif écrit sous la direction de Walid Soliman, mise en scène de Khaoula Elhadef, jouée pour la première fois à El Teatro le 25 mars 2015.